# Narcís Fontanals
Narcís Fontanals fou un pianista i compositor català que visqué entre finals del s. XIX i principis del s. XX. A més, també va exercir de mestre i director coral de la Societat coral de Martorell durant l'any 1863. Al 1870 aquest es trobava a Buenos Aires, on es guanyava la vida tocant peces per a piano al Salon de Recreo, que el diari d'aquella ciutat el classificaven de ser un vertader èmul de Talberg.

## Obres
A l'inventari del fons de la basílica de Santa Maria de Castelló d'Empúries trobem les següents obres atribuïdes a Narcís Fontaner:
- Lletra per a 1 veu i Orgue Con flecha ardiente, 1902.
- Lletra per a 2 veus i acompanyament Gloria á Maria, Lletra a la Verge per al mes de Maig, finals del s. XIX.
- Pregària per a 2 veus i Orgue Jesus dolcíssim redemptor, principis del s. XX.
- També veiem les Lletres nº 3, 8 i 10 per a 2 veus i orgue compostes per Fontanals del Quadern de Lletres i despedides per a maig. Aquest però, el trobem complet al Museu-Arxiu de Santa Maria de Mataró.[2]

Pel que fa al gènere profà es conserva:
- Una Masurca escrita per a Violí principal, violí 1/2, viola, contrabaix, flautí, flauta, clarinet 1/2, trompa, cornetí 1/2, trombó, fiscorn, timbals i caixa. El nom de la masurca apareix afegit a dins de la partitura. Segurament hauria de ser Anna Judic, actriu francesa inspiradora de la novel·la Nana d'Émile Zola, tal com figura a una edicio impresa, coma polca-masurca. La trobem en format música manuscrita (42 p.) a la Societat del Gran Teatre del Lliceu.[3]